# 비이룽
비이룽(毕易榕, 1996년 6월 20일 ~ )는 자유형을 주종목으로 하는 중국의 수영 선수이다. 2014년 인천 아시안 게임 여자 자유형 800m 경기에서 8분27초54 기록으로 금메달을 확득했다.